# Denis Andia
Denis Eduardo Andia (Santa Bárbara d'Oeste, 31 de julho de 1971) é um publicitário e político brasileiro, filiado ao Movimento Democrático Brasileiro (MDB), sendo o ex-prefeito do município de Santa Bárbara d'Oeste, no interior do estado de São Paulo.

## Carreira
Andia é empresário e formado em Matemática Aplicada e Computacional pela Universidade Estadual de Campinas (UNICAMP) e Comunicação Social e Marketing, pela Pontifícia Universidade Católica de Campinas (PUC-Campinas).
Entre 2006 e 2008, ele exerceu o cargo de Secretário Municipal de Desenvolvimento Econômico de sua cidade natal.
Ele foi eleito prefeito do município de Santa Bárbara d'Oeste nas eleições municipais de 2012 com o apoio de 36.952 votos, o que equivale a 36,46% do total de votos válidos. Nas eleições municipais de 2016, Andia tornou-se o primeiro prefeito da história de Santa Bárbara a ser reeleito, quando conseguiu o apoio de 54,65% do eleitorado, ou 52.322 votos.
Denis Andia recebeu três vezes o prêmio Prefeito Empreendedor, conferido pelo Sebrae, nos anos 2013, 2014 e 2016. Em seu governo, Santa Bárbara d’Oeste recebeu pela primeira vez a certificação Selo VerdeAzul, concedida pela Secretaria de Meio Ambiente do Governo do Estado de São Paulo, sendo certificada ainda nos anos de 2014 e 2015.
Em 2017, foi eleito presidente da Região Metropolitana de Campinas (RMC).
Em 2022, se filiou ao MDB e tentou concorrer ao cargo de deputado federal, não obtendo sucesso.
EM 20 de março de 2023, assumiu a Secretaria Nacional de Mobilidade Urbana no Ministério das Cidades.